# Helmut Haller
Helmut Haller (* 21. Juli 1939 in Augsburg; † 11. Oktober 2012 ebenda) war ein deutscher Fußballspieler. Der Halbstürmer beziehungsweise Mittelfeldspieler kam in der deutschen Fußballnationalmannschaft von 1958 bis 1970 in 33 Länderspielen zum Einsatz und erzielte dabei 13 Tore. Der aus dem BC Augsburg hervorgegangene Edeltechniker spielte von 1957 bis 1962 mit dem BCA 85 Ligaspiele in der damals erstklassigen Fußball-Oberliga Süd (24 Tore), ehe er Profifußballer beim FC Bologna (1962–68) und Juventus Turin (1968–73) wurde und danach wieder nach Augsburg zurückkehrte. Er wurde dreimal in den Jahren 1964 (Bologna) sowie 1972 und 1973 (Turin) italienischer Meister. Mit der Nationalmannschaft nahm der international gefeierte Star an den drei Weltmeisterschaften 1962, 1966 und 1970 teil.

## Leben
Helmut Haller wurde als Sohn eines Bediensteten der Deutschen Reichsbahn geboren und wuchs in bescheidenen Verhältnissen mit sechs Geschwistern im Augsburger Stadtteil Oberhausen auf. Wegen seiner schmächtigen Statur bekam er in der Schülermannschaft den Spitznamen „Hemad“ (Hemd). Haller absolvierte später eine Feinmechanikerlehre in einer Maschinenfabrik.
Für seine sportlichen Erfolge verlieh ihm der Bundespräsident am 30. Juli 1966 das Silberne Lorbeerblatt.
Nach Ende seiner Karriere arbeitete er als Trainer und war um 2010 Vizepräsident beim FC Augsburg. Er war auch als Repräsentant für einen Augsburger Vereinsausstatter und den Zusmarshausener Hersteller für Fahrzeugeinrichtungen Sortimo tätig. Zudem besaß und führte er eine Modeboutique in Augsburg. Für die lokale Wählervereinigung Freie Bürger Union kandidierte Haller später auf Listenplatz 15 zum Augsburger Stadtrat. Bei der Wahl am 10. März 1996 reichten die Wählerstimmen für den Einzug in das Stadtparlament jedoch nicht aus. Auch gesundheitlich musste Haller Rückschläge einstecken. Nach einer erfolgreich verlaufenen Hüftoperation spielte er mit über 60 nochmals mit Freunden Fußball. Am zweiten Weihnachtsfeiertag 2006 erlitt er einen schweren Herzinfarkt, der ihm bis zu seinem Tod zu schaffen machte.
Haller war dreimal verheiratet. Aus der ersten von 1960 bis 1977 dauernden Ehe mit Waltraud, einer früheren Leichtathletin, die sich auch als seine „Managerin“ verstand, gingen eine Tochter und der Sohn Jürgen Haller hervor, der ebenfalls Profi-Fußballer wurde. Aus einer zweiten Ehe hatte Haller einen weiteren Sohn. In dritter Ehe heiratete er 2003 die 22 Jahre jüngere Kubanerin Noraimy Rodriguez Gutiérrez, die er während eines Trainingslagers in ihrem Heimatland kennengelernt haben soll. Nach einiger Zeit trennte sie sich von ihm.
In seinen letzten Lebensjahren litt Haller an schwerer Demenz und Parkinson. Er starb am 11. Oktober 2012 an den Folgen einer Lungenentzündung im Kreise seiner Familie. Seine letzte Ruhestätte fand Haller auf dem Augsburger Nordfriedhof. In Erinnerung an Haller spielte die deutsche Fußballnationalmannschaft am 12. Oktober 2012 in Dublin im Rahmen der Qualifikation zur Weltmeisterschaft 2014 gegen die Auswahl Irlands mit Trauerflor. Am 16. Oktober 2012 gab es ihm zu Ehren eine Gedenkminute vor dem Spiel Deutschland-Schweden im Berliner Olympiastadion.
Nachdem er in der Kirche St. Peter und Paul in seinem Heimatviertel Oberhausen aufgebahrt worden war, wurde er am 18. Oktober 2012 auf dem Augsburger Nordfriedhof beigesetzt. Unter den rund 1000 Trauernden befanden sich die Nationalmannschaftskollegen Franz Beckenbauer, Uwe Seeler, Hans Tilkowski und Sepp Maier sowie die fast komplette Augsburger Meistermannschaft von 1973/74. DFB-Präsident Wolfgang Niersbach verlas unter anderem eine Kondolenzbotschaft des UEFA-Präsidenten und mehrfachen Europäischen Fußballers des Jahres Michel Platini, der Haller eine „Legende“ nannte. Die italienischen Vereine Juventus Turin und FC Bologna entsandten Delegationen. Der Sprecher des FC Bologna, Carlo Caliceti stellte fest: „Er war der größte Spieler, den wir je gehabt haben.“

## Karriere

### Vereine

#### BC Augsburg (1948–1962)
Im Juni 1948 debütierte Haller in der 4. Schülermannschaft des BC Augsburg.
Das Nachwuchstalent Helmut Haller kam 1957 in die erste Mannschaft des BC Augsburg. Von 1957 bis 1959 und in der Saison 1961/62 spielte er in der Oberliga Süd. Dazwischen bestritt der BCA in der II. Liga Süd mit Helmut Haller seine Punktspiele. Hallers erstes Punktspieltor erzielte er 1957 auswärts gegen die Offenbacher Kickers.
Als einer der ersten deutschen Fußballer nach Ludwig Janda, Horst Buhtz und Horst Szymaniak ging Haller 1962 nach Italien.

#### FC Bologna (1962–1968)
Für ein Handgeld von 300.000 DM wechselte der Augsburger 1962 zum italienischen Erstligisten FC Bologna. In der Saison 1963/64 gelang Haller mit Bologna unter Trainer Fulvio Bernardini der Gewinn der italienischen Meisterschaft. Im Entscheidungsspiel um den Titel am 7. Juni 1964 in Rom bezwang der FC Bologna Inter Mailand durch ein Eigentor von Giacinto Facchetti sowie einen Treffer von Harald Nielsen. Für Bologna ist dies die letzte von bisher sieben Meisterschaften. (Stand: Oktober 2023)

#### Juventus Turin (1968–1973)
Fiat-Boss und Vereinspräsident Giovanni Agnelli fädelte 1968 den Wechsel des Deutschen zu Juventus Turin ein. 1971/72 und 1972/73 zahlte sich das mit dem Gewinn der italienischen Meisterschaft für Juve aus. Im folgenden Jahr drang die vom Tschechen Čestmír Vycpálek trainierte Mannschaft bis ins Endspiel um den Europapokal der Landesmeister vor, musste sich dort aber Ajax Amsterdam mit 0:1 geschlagen geben. Daraufhin kehrte Haller wieder nach Deutschland zurück.

#### FC Augsburg (1973–1976 und 1978–1979)
In der Lech-Metropole hatten BCA und der Lokalrivale TSV 1847 Schwaben Augsburg inzwischen zum FC Augsburg fusioniert. Hallers Heimkehr löste in der ganzen Region eine wahre Fußballbegeisterung aus. Bei Heimspielen fanden sich in der Saison 1973/74 im Schnitt 23.000 Fußballfans im Rosenaustadion ein. Das Spiel gegen den TSV 1860 München im Münchner Olympiastadion wollten mehr Zuschauer sehen, als das Stadion Plätze hatte. Der FC Augsburg wurde als Aufsteiger Meister in der Regionalliga Süd. In der Aufstiegsrunde zur Bundesliga verpatzte der FCA zu Hause die Begegnung gegen Tennis Borussia Berlin und belegte nur Platz zwei in der Abschlusstabelle.
Der Verein spielte mit Helmut Haller von 1974 bis 1976 in der neu geschaffenen 2. Bundesliga Süd. Insgesamt 96 Tore verdanken BCA und FCA dem Sportidol, das letzte erzielte er am 25. Februar 1979 (20. Spieltag) beim 4:1-Sieg im Heimspiel gegen den FSV Frankfurt mit dem Treffer zum zwischenzeitlichen 2:0 in der 18. Minute; sein letztes Ligaspiel bestritt er am 28. April 1979 (22. Spieltag) bei der 1:2-Niederlage im Heimspiel gegen den TSV 1860 München.

#### BSV Schwenningen (1976–1977)
1976/77 spielte Helmut Haller eine Saison beim BSV 07 Schwenningen in der 2. Bundesliga und kam in zwei aufeinander folgenden Heimspielen (2:2 am 9. Oktober 1976 gegen den FC Bayern Hof und 0:1 am 30. Oktober 1976 gegen den FV 04 Würzburg) zum Einsatz. Nach einem Jahr Pause wechselte er zurück zum FC Augsburg, wo er nochmal 15 Spiele absolvierte.

### Nationalmannschaft
Helmut Haller spielte von 1958 bis 1970 in der deutschen Fußballnationalmannschaft und erzielte in 33 Länderspielen 13 Treffer.
Am 24. September 1958 debütierte Haller in der A-Nationalmannschaft, die in Kopenhagen ein 1:1-Unentschieden gegen die Auswahl Dänemarks erzielte. Sein erstes von 13 Länderspieltoren erzielte er am 23. März 1960 in Stuttgart beim 2:1-Sieg im Test-Länderspiel gegen die Auswahl Chiles mit dem Treffer zum zwischenzeitlichen 1:1 in der 72. Minute.
Am 13. Mai 1961 spielte er in Waterschei das einzige Mal für die U-23-Nationalmannschaft, bei deren 3:1-Sieg über die Auswahl Belgiens er ein Tor erzielte.
Bei der Weltmeisterschaft 1962 in Chile schied die deutsche Mannschaft im Viertelfinale gegen die Auswahl Jugoslawiens mit 0:1 aus dem Turnier aus. Helmut Haller war der vorerst letzte Spieler des FC/BC Augsburg in der deutschen Nationalmannschaft und die WM 1962 war auch das letzte WM-Turnier mit einem Spieler des FC Augsburg. Erst 2014 spielte mit André Hahn ein Spieler der Fuggerstädter wieder in der A-Nationalmannschaft Deutschlands und erst bei der WM 2014 spielten mit dem Niederländer Paul Verhaegh und den Südkoreanern Hong Jeong-ho und Ji Dong-won Spieler des FCA bei einem WM-Turnier.
1966 in England erzielte Haller sechs WM-Tore und belegte hinter Eusébio (Portugal) den zweiten Platz der Torjägerliste. Im mit 2:4 nach Verlängerung verlorenen Finale gegen England brachte er die deutsche Mannschaft in der 12. Minute mit 1:0 in Führung. Vier Jahre später konnte er nicht an diese Leistungen anknüpfen. In der Qualifikation für die WM war er in drei Spielen, darunter dem entscheidenden Spiel gegen Schottland am 22. Oktober 1969 eingesetzt worden und hatte beim 12:0-Sieg gegen Zypern seine beiden letzten Länderspieltore erzielt. Am 3. Juni 1970 wurde er im ersten Gruppenspiel der Weltmeisterschaft in Mexiko, beim 2:1-Sieg über die Auswahl Marokkos letztmals als Nationalspieler eingesetzt, wobei er nach enttäuschender Leistung zur zweiten Halbzeit ausgewechselt wurde.
Neben Einsätzen in der deutschen Nationalmannschaft spielte Haller im November 1962 auch für eine italienische Liga-Auswahl in einem Spiel gegen Schottland. Beim 4:3-Erfolg im Olympiastadion Rom glänzte er als Torschütze zum 2:0-Zwischenstand und war einer von fünf ausländischen Spielern neben dem Schweden Kurt Hamrin, der das Tor zum Endstand erzielte.

## Erfolge
- Zweiter der Weltmeisterschaft 1966
- Dritter der Weltmeisterschaft 1970
- Italienischer Meister 1963/64, 1971/72, 1972/73
- Meister der Regionalliga Süd 1973/74
- Finalist im Europapokal der Landesmeister 1972/73
- Finalist im Messestädte-Pokal 1970/71
- Finalist in der Coppa Italia 1972/73

## Der Ball des WM-Finales von 1966

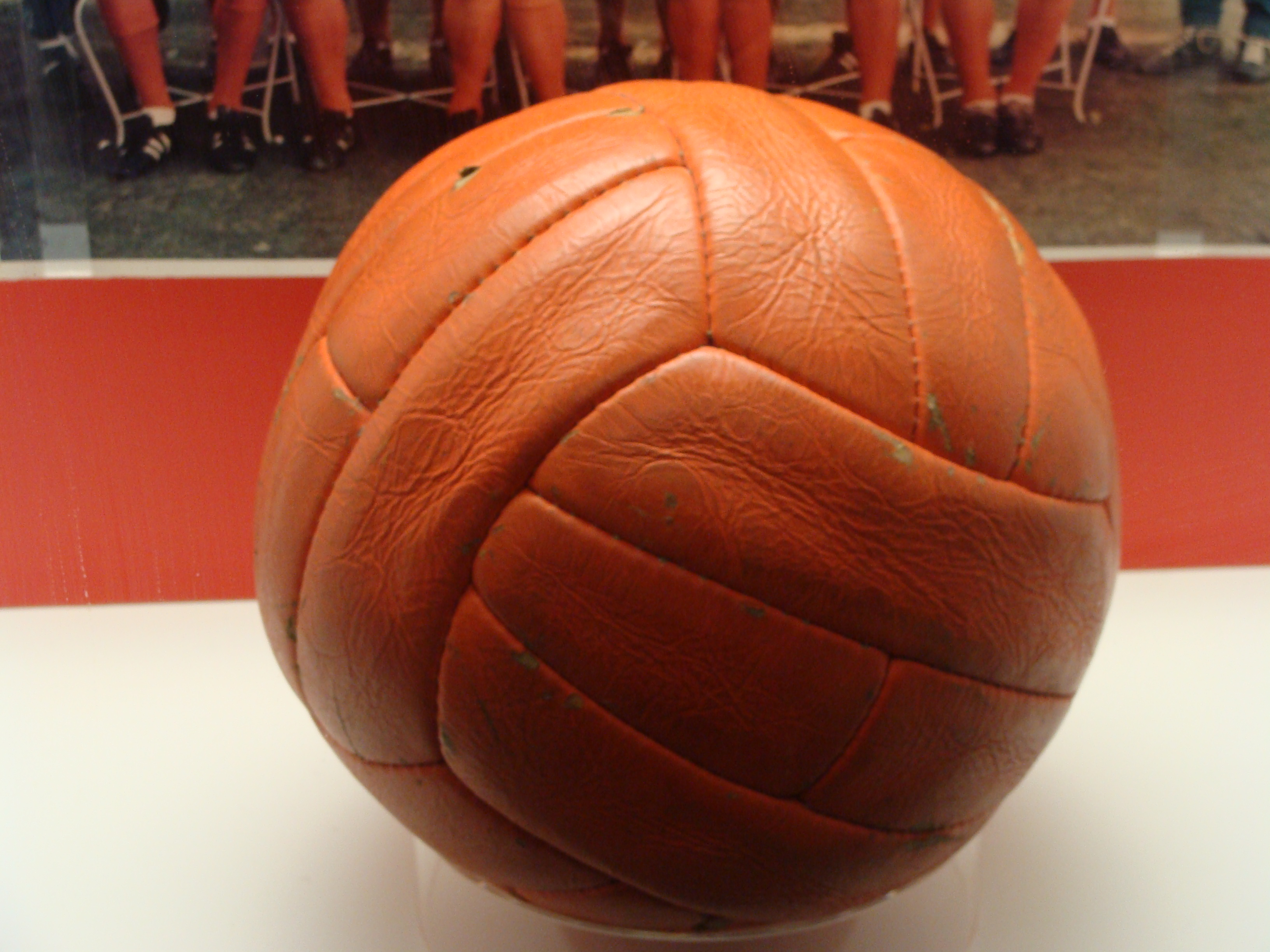
Der Finalball im National Football Museum: „Unübertroffenes Symbol britischen Erfolges im Sport“

In jener Zeit wurde pro Spiel grundsätzlich nur ein Ball verwendet, solange er nicht kaputt ging oder aus sonstigen Gründen aufgegeben werden musste. Typischerweise war es eine der Pflichten des Schiedsrichters, nach Spielende das Sportgerät in Empfang zu nehmen und zu sichern. Danach konnte er mit dem Ball entsprechend von Anordnungen verfahren, oder in Abwesenheit von solchen nach Gutdünken.
Nach dem Schlusspfiff des Finales griff sich Helmut Haller den von Slazenger in Dewsbury hergestellten Ball. Er erklärte Schiedsrichter Gottfried Dienst, dass nach deutschen Gepflogenheiten der Verlierer eines Endspiels den Ball bekäme. Anerkannte englische Tradition wäre es gewesen, dem Schützen eines Hattricks den Ball als Souvenir zu überlassen. Helmut Haller schüttelte mit unter den Arm geklemmtem Ball noch Königin Elisabeth II. die Hand, als ihm die Verlierermedaille ausgehändigt wurde. Im Verlauf der Festlichkeiten, die sich mehr oder weniger unmittelbar an das Finale anschlossen, gelang es Haller, noch einige Unterschriften von diversen Persönlichkeiten, wie beispielsweise von Uwe Seeler, dem Engländer Bobby Moore und dem Brasilianer Pelé, auf dem Ball zu sammeln.
Zurück in Deutschland machte er den Ball seinem Sohn Jürgen formell zu dessen fünftem Geburtstag zum Geschenk. Im Verlauf der nächsten drei Jahrzehnte wurde das Spielgerät gelegentlich bespielt und manchmal ausgeliehen, beispielsweise an Gastwirte und andere Geschäftsleute.
Bei einem Treffen in London machte der dreifache Finaltorschütze Geoff Hurst zum ersten Mal Ansprüche auf das orangefarbene Leder geltend. Nunmehr verwies Haller auf eine deutsche Tradition, gemäß welcher der Schütze des ersten Tores in einem Finale den Ball behalten dürfe.
Im Vorfeld der Fußball-Europameisterschaft von 1996, die in England stattfand, entfachte dann die Boulevardzeitung The Sun eine emotional aufgebaute Kampagne, das Spielgerät an seinen „rechtmäßigen Besitzer“, nämlich den WM-Final-Hattrick-Schützen Geoff Hurst „zurückzugeben“. Hurst verlautbarte, dass er dem Ball „einen Ehrenplatz in seinem Haus“ geben würde. Es ist zu vermuten, dass sich im Hintergrund Diskussionen um die finanzielle Aufbereitung der „Rückholung“ abspielten. Alsbald war die konkurrierende Boulevardzeitung Daily Mirror federführend beim Thema.
Der Ball nahm auf dem Flug nach London einen eigenen Platz im Flugzeug neben Jürgen Haller ein. Nach der Ankunft veranstaltete der Daily Mirror schließlich eine Übergabe an Geoff Hurst und veröffentlichte am 27. April 1996 ein Bild eines ballküssenden Hursts nebst pathosbeladenem Begleittext. Das war Geoff Hursts letzter intimer Kontakt mit dem Sportgerät. Unter den Fanfaren von Richard Bransons Virgin-Unternehmensgruppe und der Eurostar-Eisenbahngesellschaft wurde dem Ball baldmöglichst ein „Ehrenplatz“, eine permanente Ausstellungsfläche hinter Glas auf dem internationalen Terminal der Waterloo Station – dem „modernsten Eisenbahnterminal der Welt“ – gegeben.
Laut Sun soll Haller für die Übergabe 80.000 Britische Pfund erhalten haben, wovon er 20.000 Pfund an Einrichtungen, die sich mit Krebserkrankungen bei Kindern befassen, gespendet haben soll.
Der Ball, gemeinschaftliches Eigentum von Daily Mirror, Eurostar und der Virgin Group, die ihn „für die Nation gerettet“ haben, wurde 2002 ins National Football Museum in Preston in Lancashire verbracht, welches wiederum 2010 nach Manchester umzog. Anlässlich des Spiels zwischen England und Schweden bei der Fußball-Weltmeisterschaft 2006 wurde er auch einmal kurzfristig in Köln ausgestellt.
Bei Bitter ist zur Geschichte über den WM-Ball von 1966 folgendes festgehalten: „Am Ende hatte er zwar nicht den Titel gewonnen, doch er hatte sich den Endspielball geschnappt. Erst dreißig Jahre später gab er ihn zurück – auf Vermittlung einer großen englischen Boulevardzeitung.“ Bei Horn ist die Episode nahezu wortgleich notiert (S. 103) und auch im Spielerlexikon wird der Vorfall geschildert.

## Sonstiges
- Helmut Haller engagierte sich für das Team der Augsburger Benefiz-Fußballelf Datschiburger Kickers, die sich dem Fundraising für wohltätige Zwecke verschrieben hat.
- Helmut Haller war der Onkel von Christian Hochstätter.
- Zu seinen Ehren wurde im Dezember 2009 der Platz vor dem neuen Stadion des FC Augsburg nach ihm benannt.[17] Dabei handelt es sich allerdings nicht um einen offiziellen Straßennamen, sondern um eine symbolische Geste.

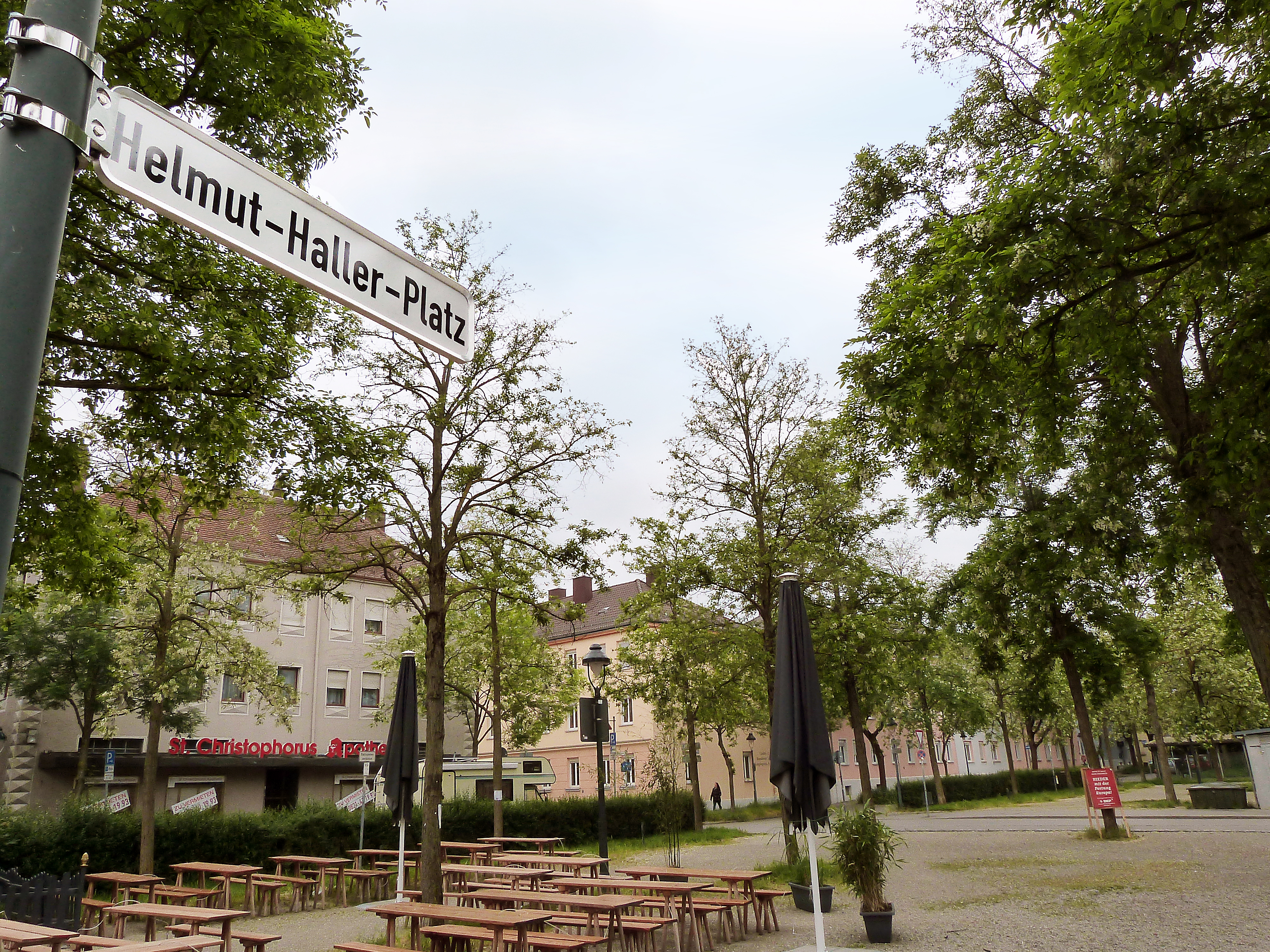
Gegenüber dem Helmut-Haller-Platz am Bahnhof Augsburg-Oberhausen liegt sein Elternhaus (rosafarbenes Haus im Bildhintergrund).

- Im Mai 2014 benannte die Stadt Augsburg einen Teil des Bahnhofsvorplatzes in Augsburg-Oberhausen in Helmut-Haller-Platz um. Der Platz befindet sich schräg gegenüber von Hallers Elternhaus in der Grafstraße 5. Im Gegensatz zum Vorplatz des Stadions, der den gleichen Namen trägt, handelt es sich hierbei um einen offiziellen Straßennamen.